# Radical (linguística)
Radical é um morfema básico
(que mostra o sentido básico da palavra), indivisível (porém existem palavras cujo radical se altera, como na conjugação de verbos anômalos) e comum a uma série de palavras. Também pode ser classificado como um morfema lexical.
Um radical, na maioria das vezes, pode ser extraído através de comparações feitas entre várias palavras de uma mesma família (o que também poderíamos chamar de cognatos). O radical retém o significado básico da palavra, é o núcleo. Através dele, parte do significado de uma palavra pode ser compreendido, mesmo a palavra sendo desconhecida (porém, deve-se prestar atenção no contexto em que a palavra foi inserida). Radical é a palavra fixa e invariável que serve de base para todas as palavras da mesma família.
Exemplos:
"Os editores da Wikipédia estão frequentemente fazendo revisão de artigos."
Observação: as partes em negrito são radicais. Na palavra revisão, equivocadamente, pode-se considerar como radical a partícula -revi. No entanto, há que se considerar que trata-se de uma palavra derivada de visão, portanto, -re é um prefixo, acrescido ao radical -vis.

## Raiz e radical
Raiz é o constituinte da palavra que contém significado lexical mas não inclui afixos derivacionais ou flexionais (cf. carr-, raiz nominal de carro). Já o radical é o constituinte da palavra com significado lexical que não inclui afixos de flexão, mas que pode incluir afixos derivacionais.
O termo 'radical' é, às vezes, também chamado de raiz, o que pode ser uma referência ao morfema básico, sem incluir outros morfemas derivacionais ou flexionais. Por exemplo: amor (radical, como uma referência mais semântica) → am (raiz, como uma referência mais gramatical).
Observação: não confundir com "raiz" como uma referência à origem da palavra, pois, em alguns contextos, esse termo tem um significado diferente na etimologia, mesmo que muito próximo do significado aqui apresentado.